# Tehovec
Tehovec je obec v okrese Praha-východ v Středočeském kraji. Obec leží pět kilometrů východně od okraje Prahy u Říčan (mezi Mukařovem a Svojeticemi). Žije zde 646 obyvatel. Součástí obce Tehovec je také osada Vojkov ležící u silnice I/2 z Prahy směrem na Kutnou Horu. Na Vojkově se nachází léčebna pro dlouhodobě nemocné. V katastru obce pramení potok Rokytka, pravostranný přítok Vltavy.

## Historie
První písemná zmínka o obci pochází z roku 1373.
Od roku 2005 je obec připojena na veřejný vodovod a následně byla vybudována obecní kanalizace.

## Obyvatelstvo
| Rok            | 1869 | 1880 | 1890 | 1900 | 1910 | 1921 | 1930 | 1950 | 1961 | 1970 | 1980 | 1991 | 2001 | 2011 | 2021 |
| -------------- | ---- | ---- | ---- | ---- | ---- | ---- | ---- | ---- | ---- | ---- | ---- | ---- | ---- | ---- | ---- |
| Počet obyvatel | 268  | 284  | 276  | 278  | 318  | 296  | 299  | 395  | 272  | 266  | 255  | 211  | 216  | 481  | 676  |
| Počet domů     | 34   | 38   | 39   | 40   | 43   | 47   | 66   | 93   | 85   | 78   | 76   | 93   | 99   | 195  | 250  |

## Obecní správa

### Územněsprávní začlenění
Dějiny územněsprávního začleňování zahrnují období od roku 1850 do současnosti. V chronologickém přehledu je uvedena územně administrativní příslušnost obce v roce, kdy ke změně došlo:
- 1850 země česká, kraj Pardubice, politický i soudní okres Černý Kostelec, obec Svojetice[7]
- 1855 země česká, kraj Praha, soudní okres Černý Kostelec, obec Svojetice[7]
- 1868 země česká, politický okres Český Brod, soudní okres Černý Kostelec, obec Svojetice[7]
- 1913 země česká, politický okres Český Brod, soudní okres Černý Kostelec[8]
- 1939 země česká, Oberlandrat Kolín, politický okres Český Brod, soudní okres Kostelec nad Černými lesy[9]
- 1942 země česká, Oberlandrat Praha, politický okres Český Brod, soudní okres Kostelec nad Černými lesy[10]
- 1945 země česká, správní okres Český Brod, soudní okres Kostelec nad Černými lesy[11]
- 1949 Pražský kraj, okres Český Brod[12]
- 1960 Středočeský kraj, okres Praha-východ[13]
- k 1. lednu 1980 Středočeský kraj, okres Praha-východ, obec Mukařov[8]
- k 1. lednu 1992 Středočeský kraj, okres Praha-východ[8]

### Obecní symboly
Znak a vlajka byly obci uděleny rozhodnutím předsedy Poslanecké sněmovny Parlamentu České republiky dne 29. května 2007.

## Společnost
V obci Tehovec (přísl. Vojkov, 310 obyvatel) byly v roce 1932 evidovány tyto živnosti a obchody: 2 hostince, obchod s koňmi, kovář, pekař, pila, 4 rolníci, 2 obchody se smíšeným zbožím, trafika, truhlář.

## Doprava
Územím obce prochází silnice I/2 a silnice III. třídy:
- III/1011 Tehov - Strašín
- III/11314 Svojetice * Tehovec - Mukařov

Železniční trať ani stanice na území obce nejsou. Nejbližší železniční stanicí jsou Říčany ve vzdálenosti 5 km ležící na trati 221 mezi Prahou a Benešovem.
V obci měly v roce 2011 zastávku autobusové linky jedoucí např. do těchto cílů: Horní Kruty, Chocerady, Kostelec nad Černými lesy, Louňovice, Praha, Říčany, Sázava, Strančice, Suchdol (dopravci POLKOST, s. r. o. a Veolia Transport Praha, s. r. o.)

## Místní sdružení
V obci je aktivní Sdružení dobrovolných hasičů a kuželna TJ Sokol Tehovec.

## Pamětihodnosti
V severní části katastru obce se v lese při silnici I/2 nalézá památník postavený v roce 1898 ke čtyřicátému výročí panování knížete Jana II. Lichtenštejnského s dnes již nezřetelným nápisem:
Nápis byl doplněn k padesátému výročí panování knížete. Je jedním z přibližně patnácti kamenů postavených na panstvích Kostelec, Škvorec a Uhříněves. Na lichtenštejnských panstvích byly vysazeny dubiny a v nich umístěny desítky podobných památníků.

## Další fotografie

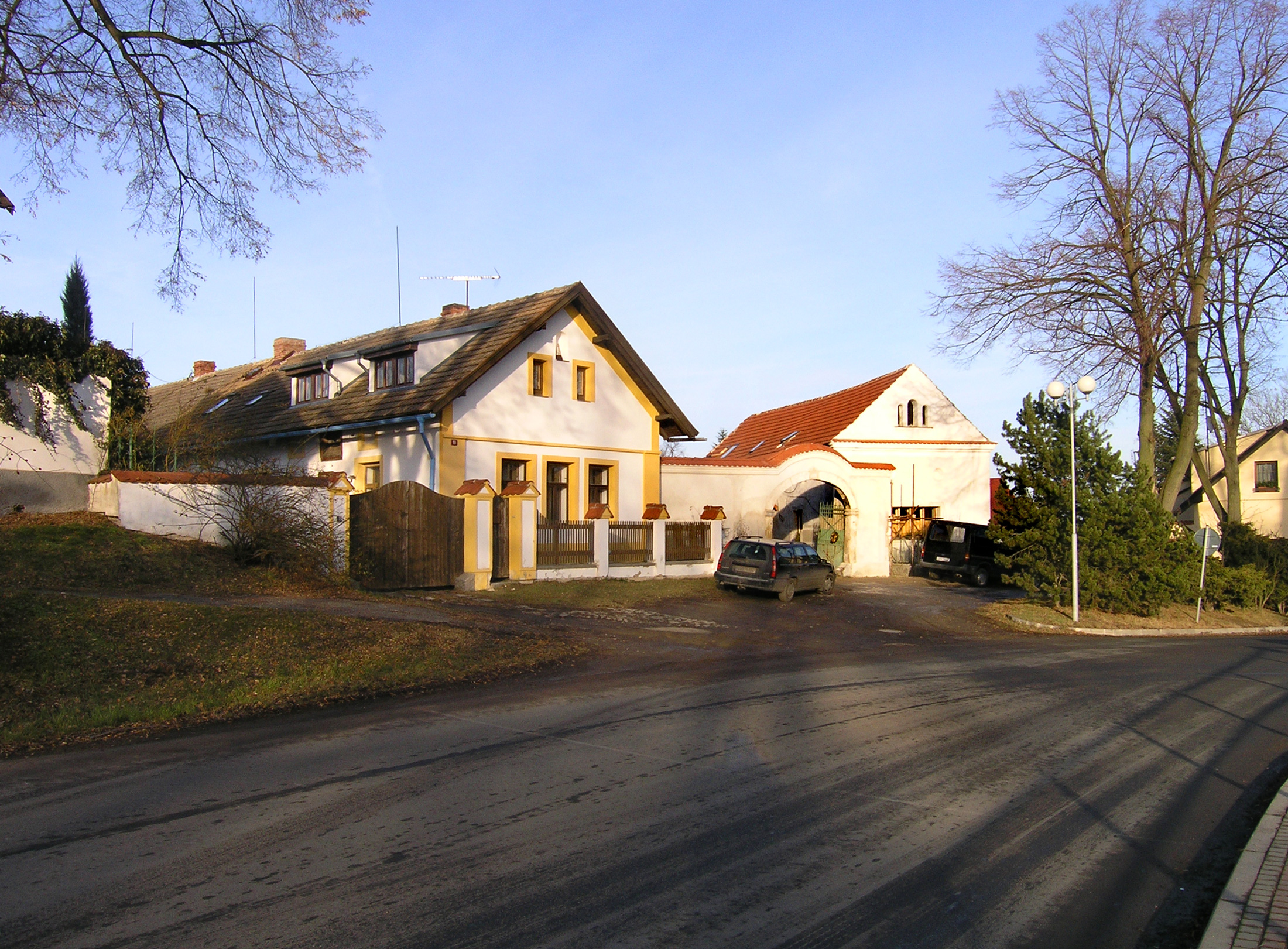
Náves
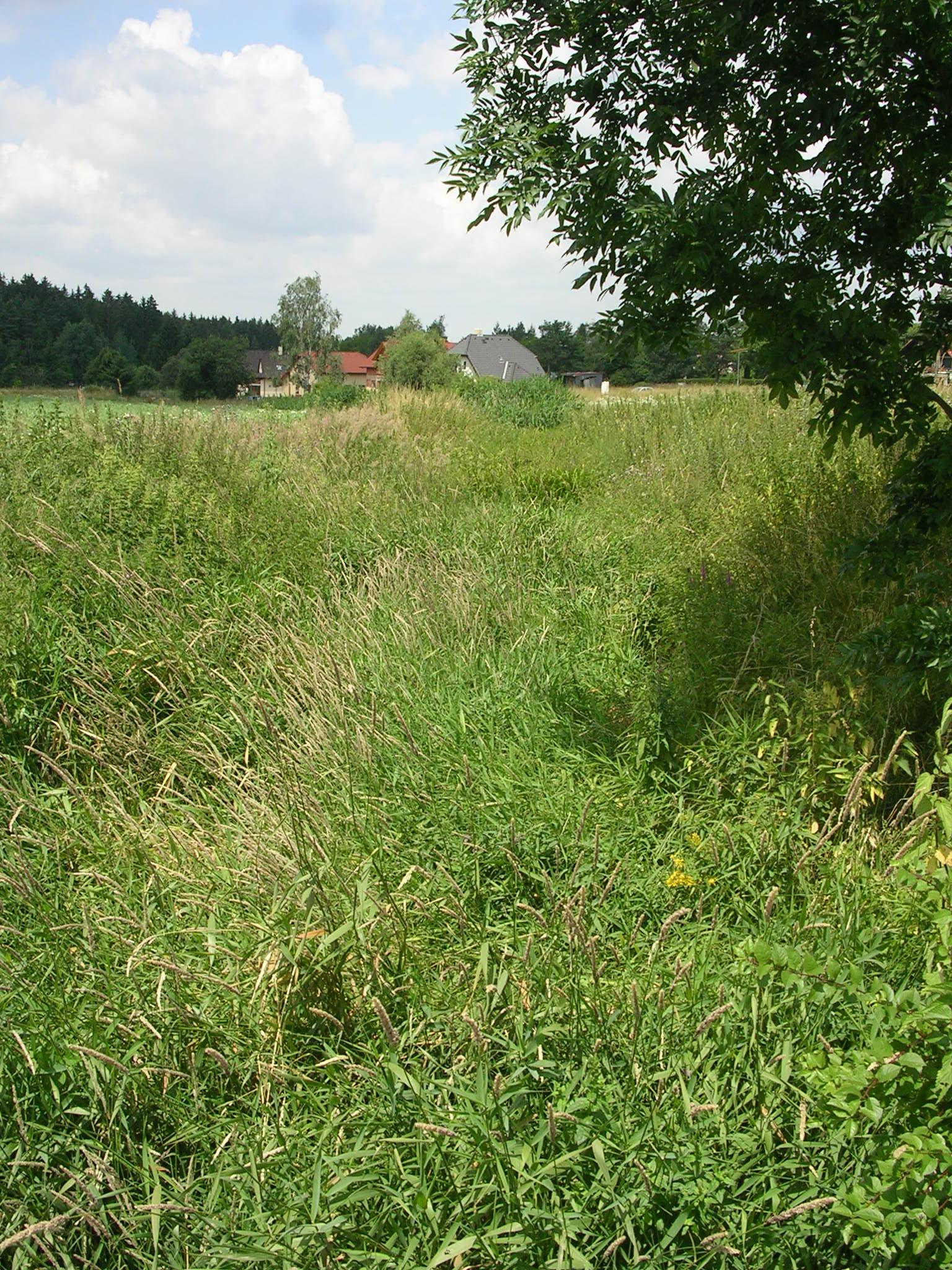
Oblast pramenů Rokytky u Tehovce